# Крста Бојић
Крста Бојић (Земун, 9. јула 1999) српски је фудбалер, који тренутно наступа за Напредак из Крушевца, на позајмици из Бежаније. Висок је 181 центиметар и игра у везном реду.

## Каријера

### Бежанија
Крста Бојић је рођен у Земуну, где је са 7 година старости почео да се бави фудбалом у истоименом клубу. Касније је био члан Бродарца из Јагњила, док је лета 2017. прешао у редове Бежаније. Као члан омладинске селекције клуба, Бојић је прикључен првој екипи Бежаније у другом делу сезоне 2017/18 у Првој лиги Србије, те се на неколико утакмица нашао у званичним протоколима. Свој дебитантски наступ у том такмичењу забележио је у 28. колу, на гостовању Новом Пазару, ушавши у игру уместо Ненада Перовића пред крај сусрета. На почетку нове сезоне, Бојић је као регуларни члан првог тима за такмичење лиценциран са бројем 21 на дресу, те је у уводних 8 кола најчешће имао статус резервисте. Свој први наступ за екипу у такмичарској 2018/19, Бојић је забележио на утакмици шеснаестине финала Купа Србије, против нишког Радничког, када је у игру ушао уместо Николе Богдановског у 82. минуту. Неколико дана касније, последњег дана септембра 2018, Бојић се нашао у стартној постави Бежаније на гостовању Синђелићу. До краја првог круга такмичења наступио је још на утакмицама 11. кола, против Јавора у Ивањици, односно 13. кола против Жаркова. На почетку другог круга такмичења, Бојић се нашао у стартној постави Бежаније на гостовању Трајалу у Крушевцу. На њега је у 2. минуту утакмице стартовао капитен домаће екипе, Милан Гашић, а Бојић је, након указане медицинске помоћи, наставио утакмицу и до краја првог полувремена постигао два поготка, после чега је замењен. Девет дана након те утакмице, Бојић је погодио на сусрету 18. кола, у победи од 2ː0 над екипом Слободе у Ужицу.

#### Позајмица Напретку
Након одласка организатора игре и капитена Напретка, Милоша Вулића, у београдску Црвену звезду, спортски сектор крушевачког клуба препознао је Крсту Бојића као решење за ту позицију. Након потписа уговора са клубом, Бојић је као нови играч Напретка представљен 23. јануара 2019, заједно са осталим зимским појачањима. Према документацији Фудбалског савеза Србије, Бојић је Напретку званично приступио као играч на позајмици, а сарадња је договорена до краја такмичарске 2018/19. у Суперлиги Србије. Бојић је у новом клубу задужио дрес са бројем 14. Бојић је за Напредак дебитовао у 29. колу такмичења, ушавши у игру уместо Стефана Деака, на гостовању екипи Младости у Лучанима. Касније је наступио још на гостовању Чукаричком у 34. колу, те на затварању сезоне, против Црвене звезде на Стадиону Рајко Митић, када је такође у игру улазио са клупе за резервне играче.

## Статистика

#### Клупска
| Клуб                          | Сезона   | Лига             | Лига    | Лига   | Национални куп | Национални куп | Европа  | Европа | Остало  | Остало | Укупно  | Укупно |
| Клуб                          | Сезона   | Дивизија         | Наступа | Голова | Наступа        | Голова         | Наступа | Голова | Наступа | Голова | Наступа | Голова |
| ----------------------------- | -------- | ---------------- | ------- | ------ | -------------- | -------------- | ------- | ------ | ------- | ------ | ------- | ------ |
| Бежанија                      | 2017/18. | Прва лига Србије | 1       | 0      | —              | —              | —       | —      | —       | —      | 1       | 0      |
| Бежанија                      | 2018/19. | Прва лига Србије | 9       | 3      | 1              | 0              | —       | —      | —       | —      | 10      | 3      |
| Бежанија                      | Укупно   | Укупно           | 10      | 3      | 1              | 0              | —       | —      | —       | —      | 11      | 3      |
| Напредак Крушевац (позајмица) | 2018/19. | Суперлига Србије | 3       | 0      | 0              | 0              | —       | —      | —       | —      | 3       | 0      |
| Каријера                      | Каријера | Каријера         | 13      | 3      | 1              | 0              | —       | —      | —       | —      | 14      | 3      |

- Ажурирано 11. јуна 2019. године.